# Асоциация на южношлезвигските избиратели
Асоциацията на южношлезвигските избиратели (абревиатура: АЮИ) (на датски: Sydslesvigsk Vælgerforening, на севернофризийски: Söödschlaswiksche Wäälerferbånd) е малцинствена и регионална партия в германската провинция Шлезвиг-Холщайн.
Като партия на датското малцинство АЮИ е освободена от праговата бариера от пет процента за влизане в парламента съгласно § 3 ал. 1 изречение 2 от избирателния кодекс за провинциалния парламент на Шлезвиг-Холщайн от 1955 г.; това важи обаче още от 1953 г. за федерални избори съгласно § 6 ал. 3 изречение 2 от Федералния избирателен закон, който се прилага за всички партии на националните малцинства. Въпреки това, АЮИ трябва да спечели поне толкова гласове, колкото са необходими при разпределянето на места за получаването на последния мандат (§ 3 ал. 3). От 2012 г. до 2017 г. АЮИ за първи път поема управленческа отговорност встъпвайки в правителство. След изборите за провинциален парламент в Шлезвиг-Холщайн през 2012 г. тя сформира т. нар. крайбрежна коалиция (известна още като датски светофар) със СДПГ и Зелените и за първи път заема министерско кресло.

## Профил програматиката
Партията действа в региона Шлезвиг като регионална партия и представлява интересите на местното датско малцинство и също така се вижда като представител на националните фризи в рамките на фризската етническа група в Северна Фризия. Тук АЮИ работи заедно с около 600 членове на културното сдружение на фризите в Шлезвиг-Холщайн „Friisk Foriining“. В своите политически възгледи партията застава между популярните партии ХДС и СДПГ и е силно ориентирана към политическото и социалното развитие на скандинавските страни. АЮИ се стреми към децентрализирана, ориентирана към гражданите политика.